# عبد الله علي
عبد الله علي لاعب كرة قدم بحريني يلعب حاليا لصالح نادي الدرجة الأولى البحرين البحريني في خط الهجوم.

## الإنجازات
- الدرجة الثانية (1): 2016